# Ilmatar

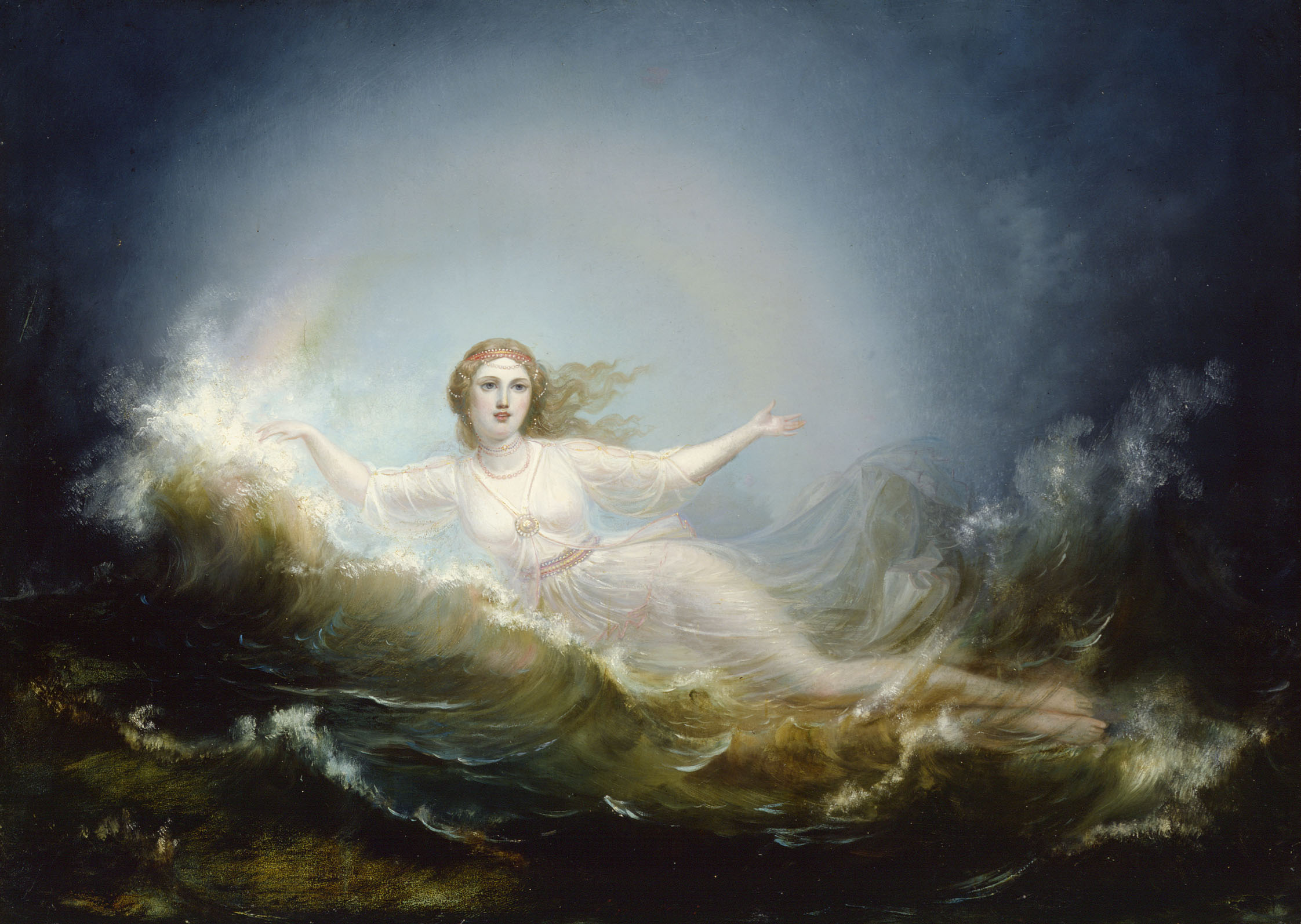
Ilmatar av Robert Wilhelm Ekman.

Ilmatar ('Luftens mö') eller Luonnotar ('Naturens mö'), är i finsk mytologi luftens och naturens gudinna. I Kalevala är hon Väinämöinens mor. Hon färdas över det kosmiska vattnet och möter en and som lägger sitt ägg i hennes knä. Ägget visar sig innehålla alla himlakroppar.